# Hujcsou
Hujcsou (kínaiul 惠州市, pinjin: Hùizhōu) prefektúra szintű város Kínában, Kuangtung tartományban. Lakosainak száma 6 042 852 fő (2020).

## Népesség
| 2018 | 4 830 000 |
| 2020 | 6 042 852 |

## Testvérvárosok
- Hallstatt